# Philoponella lunaris
Philoponella lunaris es una especie de araña araneomorfa del género Philoponella, familia Uloboridae. Fue descrita científicamente por C. L. Koch en 1839.
Habita en Brasil.